# Tanystylum brevicaudatum
Tanystylum brevicaudatum is een zeespin uit de familie Ammotheidae. De soort behoort tot het geslacht Tanystylum. Tanystylum brevicaudatum werd in 1966 voor het eerst wetenschappelijk beschreven door Fage & Stock. 